# Les Galettes de Pont-Aven
Pour plus de détails, voir Fiche technique et Distribution.
Les Galettes de Pont-Aven est un film français réalisé par le cinéaste et romancier Joël Séria et sorti en 1975.
Le film suit un représentant en parapluies qui change de vie à l'occasion d'un voyage en Bretagne pour se consacrer à sa passion : la peinture. 

## Synopsis
Henri Serin (Jean-Pierre Marielle), un représentant en parapluies de Saumur, partage sa vie entre son travail, sa famille et sa passion : la peinture, surtout celle de Courbet. Toutefois, Henri s'octroie, durant ses nombreux déplacements professionnels, quelques frasques amoureuses qui le changent du quotidien lassant dans lequel sa femme puritaine (Gisèle Grimm) l'enferme, tandis que son fils et sa fille mènent leurs vies sans lui.
Henri est un VRP, vendeur itinérant en voiture d'une firme de parapluies et d'ombrelles. Ce travail quotidien l'éloigne de sa famille et il rêve de vivre de sa peinture qu'il pratique par plaisir. Son obsession stéatopyge le pousse à tout quitter et à devenir peintre spécialiste des fesses féminines.
En Bretagne, il a ainsi une aventure avec Madame Licquois (Andréa Ferréol), la femme d'un client à qui il rend visite en lui offrant d'abord son portrait devant son comptoir. Tout heureuse, elle l'invite à dîner en lui disant qu'elle va mettre son beau portrait dans la salle à manger. Il apprend d'elle que son mari est absent, parti voir sa sœur. Alors il lui caresse brièvement les fesses et elle s'exclame « Monsieur Henri ! » en souriant. Ensuite, flattée par lui, elle minaude et se déshabille progressivement en lui disant qu'elle aurait aimé devenir mannequin. Lorsqu'elle est devant lui en culotte et soutien-gorge, il s'approche d'elle et la prend dans ses bras, l'embrasse, en la complimentant sur son corps. Séduite, elle l'invite et lui ouvre ensuite son lit. 
Il rencontre par la suite sur la route un pèlerin (Claude Piéplu) qui le traite de « fils du Seigneur » ce dont il se défend. Il l'héberge ensuite une nuit dans la maison qu'il habite avec sa sœur, une bigote sèche et autoritaire qui veille à ce qu'il marche sur des patins. Une fois dans sa chambre, Serin fait sa toilette en slip. Curieuse, la sœur du pèlerin vient l'observer en douce par la lucarne qui donne sur un cagibi à côté. Henri la voit en se retournant et occulte la vitre rapidement.
Un soir, de nuit dans une forêt, Henri heurte un sanglier sur la route. Sa voiture est emboutie et ne peut plus rouler. Il part à pied chercher de l'aide dans une maison proche, d'où il est éjecté immédiatement par deux hommes. Au matin, sa voiture se révèle être inutilisable ; elle est remorquée et mise sur le marbre d'un garage, le temps d'effectuer les réparations d'une semaine. Dans un bar du coin, Henri fait la connaissance d'Émile (Bernard Fresson), un peintre local imitant Gauguin, et avec lequel il partage ses beuveries. Fort en gueule et pervers. Émile vit avec Angela (Dolorès Mac Donough), une Québécoise jeune, jolie et peu farouche qui est son égérie plus ou moins volontaire et l'objet de ses perversions. Angela se montre nue et Émile l'appelle du premier étage pour coucher avec, puis propose à Henri d'en faire autant quand il en aura fini avec elle.
Après avoir écarté Émile en l'assommant, Henri part avec Angela à Pont-Aven où il s'épanouit totalement dans la peinture en peignant sa muse nue et en s'extasiant sur son corps magnifique. Un jour, pour son grand malheur, Angela le quitte sans crier gare et disparaît du jour au lendemain. À la suite du départ d'Angela, il rentre à Saumur un soir et y découvre l'infidélité de sa femme. L'immense peine de cœur qu'est pour lui la perte d'Angela, le plonge dans une profonde dépression et il se met à boire. Les villageois se font une joie de se moquer de lui quotidiennement au café du coin. Il tente de peindre à nouveau une marine, une « bretonnerie », près de la mer, mais obsédé par les fesses d'Angela qu'il peint dans son tableau, il lacère sa toile, la déchire et casse le châssis de son tableau sur sa tête.
Après des errements dépressifs et alcoolisés, marqués par une brève visite chez Émile où un couple danse nu et un passage houleux chez une prostituée en costume traditionnel breton (Dominique Lavanant), il retrouve l'inspiration, et un vrai bel amour, grâce à la jolie et toute douce « petite Marie » (Jeanne Goupil) qu'il peint d'abord en costume breton. Puis, il finit par la séduire mais avec la promesse qu'il ne boira plus, tout en s'extasiant sur ses fesses et son sexe. Avant cette révélation, ils ont été applaudis tous deux dans la première scène du théâtre de Pont-Aven où ils chantent en costumes bretons la triste chanson Kenavo (« au revoir ») de Théodore Botrel.
Dans la dernière séquence du film, Henri est sur la plage et porte sur un plateau, en dansant dans le sable, les boissons, glaces et consommations, dont les galettes de Pont-Aven, que la petite Marie prépare dans sa gargote. Henri rajeuni est enfin heureux et il a changé de vie.

## Fiche technique
- Titre : Les Galettes de Pont-Aven
- Titre anglais ou international : Cookies
- Réalisation et scénario : Joël Séria
- Musique : Philippe Sarde
- Costumes : Simone Vassort
- Photographie : Marcel Combes
- Son : Gérard Barra
- Montage : Etiennette Muse et Jean-François Naudon
- Production déléguée : Joël Seria, Yves Rousset-Rouard, Lucien Duval et Claire Duval
- Sociétés de production : Coquelicot Films, Orphée Arts et Trinacra Films
- Société de distribution : UGC[4] et Compagnie Française de Distribution Cinématographique (France)
- Budget : 2 millions de francs[4]
- Pays de production :  France
- Langue originale : français
- Format : couleur (Eastmancolor) — 1,66:1 — 35 mm — son monophonique
- Genre : comédie érotique
- Dates de sortie [5],[6] :
  - France : 20 août 1975
  - États-Unis : 23 janvier 1977
- Classification :
  - France (mention CNC[5]) : tous publics ; initialement interdit aux moins de 13 ans lors de sa sortie en salles
  - États-Unis (MPAA) : R (Restricted)
- Affiche : René Ferracci (France)

## Distribution
- Jean-Pierre Marielle : Henri Serin, représentant en parapluies
- Bernard Fresson : Émile, le peintre
- Jeanne Goupil : Marie
- Andréa Ferréol : Madame Licquois
- Claude Piéplu : le pèlerin / le colporteur
- Dolorès McDonough[7] : Angéla
- Romain Bouteille : le curé
- Dominique Lavanant : Marie Pape, prostituée en costume breton
- Martine Ferrière : la sœur du barde
- Gisèle Grimm : la femme d'Henri
- Nathalie Drivet : une servante
- André Chaumeau : le commerçant obséquieux
- André Lacombe : un peintre de Pont-Aven
- Louison Roblin : une commerçante
- Jean Mauvais : le garagiste
- Maurice Travail : l'homme à la voiture récente
- Evane Hanska : la serveuse
- Anne Alexandre : l'hôtelière
- René Berthier : le VRP
- Bruno Balp : le barman
- Pierre Forget : l'autre barman

## Commentaires
Peu remarqué à sa sortie, le film a réalisé plus d'un million d'entrées en salles à la fin de son exploitation, essentiellement à Paris et dans les grandes villes de province, alors qu'il fut boudé dans la province profonde où il fut pris au premier degré sur la façon de dépeindre les provinciaux (exemple : l'alcoolisme et le voyeurisme des personnages).
Progressivement, Les Galettes de Pont-Aven a acquis le statut de film culte dans le genre de la comédie érotico-burlesque des années 1970 en raison de ses scènes au caractère érotique, le personnage principal, Henri Serin, étant fasciné par les formes féminines, surtout les fesses, qu'il cherche à reproduire sur ses toiles, un langage très cru à la fois vulgaire et truculent, ainsi que par un certain esprit libertaire et anticonformiste propre à la décennie 1970 - à l'image des scènes et de l'ambiance qui règne dans Les Valseuses (1974) de Bertrand Blier, ou Calmos (1976) du même réalisateur, avec Jean-Pierre Marielle dans le rôle principal. 
Le film contient en outre quelques scènes surprenantes, comme celle où Jean-Pierre Marielle habillé en costume traditionnel, chante Kénavo sur scène, un air de Théodore Botrel, ou celle où Dominique Lavanant joue le rôle d'une prostituée bretonnante en costume traditionnel. Les apparitions de Claude Piéplu en illuminé mystique très bavard et Romain Bouteille en curé à soutane offrent également des moments comiques.

## Accueil

### Réception critique
L'avis de la critique est généralement réservé pour ce film : « De nombreux détracteurs reprochent à cette ode à la dérision son ton agressif et sa méchanceté gratuite ».
Cependant, Les Galettes de Pont-Aven est encensé par certains critiques lors de sa sortie, comme Roland Duval de la revue Écran, qui écrit dans sa chronique : « Moins strictement subversif que dans Mais ne nous délivrez pas du mal, et moins gentiment sournois que dans Charlie et ses deux nénettes, Séria mène à bien dans Les Galettes de Pont Aven une entreprise de salubrité publique », ajoutant que « son euphorie subversive remet le monde à l'endroit en nous débarrassant par la rigolade des relents, des remugles de la continence chrétienne... Séria manque de rigueur, c’est sûr, et alors ? Que son film soit parfois mal fichu, c’est bien possible, et je m’en fous, vu le bonheur qu’il me procure. Le bonheur se faisant parfois rare ces temps-ci, je pose la question :  à quand une rediffusion des Galettes de Pont-Aven ? ».
Dans sa critique, Le Jeune Cinema note que « le ton Joël Seria, c'est sa manière de dire ces choses-là au plan de la comédie. Car ce sont des choses graves. Seria nous fait rire, mais jamais rire contre ses personnages. Nous croyons à la petite part de folie qui est en chacun d'eux ». 
Pour Politique Hebdo, « Joël Seria a du talent, c'est sûr, de l'aisance, du savoir-faire, une façon toute personnelle de traquer les joies et les peines, les choses de la vie, des commerçants et des voyageurs de commerce ». 
Le critique du Quotidien de Paris écrit que « d'un film à l'autre, Joël Seria reste fidèle à sa vision d'un bonheur vagabond, qu'on va cueillir le long des routes, hors de la morosité du quotidien : (...) A y regarder de près, ce film n'est ni vraiment populiste, ni réellement breton, mais juste assez roublard et pittoresque pour prendre l'allure d'un cinéma spontané, naturaliste, et plein de santé qui évoque la belle époque de Pagnol et la vigueur d'un folklore à jamais perdu ».

### Box-office
Sorti en salles le 20 août 1975, Les Galettes de Pont-Aven démarre à la quatrième place du box-office français avec 85 094 entrées lors de sa première semaine d'exploitation, mais prend la tête du box-office parisien, où il est distribué dans 17 salles, avec 63 015 entrées. Le film reste ensuite dans les dix premiers, parvenant à atteindre les 400 000 entrées après un mois d'exploitation, puis les 500 000 entrées début octobre. Il quitte le Top 10 fin octobre 1975 en ayant totalisé plus de 671 000 entrées depuis ses débuts. Le film quitte le Top 30 hebdomadaire après la semaine du 19 novembre 1975, avec 833 722 entrées. Le film se hisse à la 40e place du box-office annuel lors de la première année d'exploitation avec 883 517 entrées. Les Galettes de Pont-Aven finit son exploitation avec 1 085 622 entrées, dont 537 041 entrées à Paris et sa banlieue.

## Autour du film
- Les peintures visibles dans le film ont été réalisées par Jeanne Krier, pseudonyme de Jeanne Goupil, l'actrice qui interprète Marie et a fait l'École des arts décoratifs de Paris.
- La musique sur laquelle danse le couple nu chez Émile est Kung Fu Fighting de Carl Douglas.

## Distinctions
- Césars 1976 : 
  - nomination au César du meilleur acteur pour Jean-Pierre Marielle.
  - nomination au César de la meilleure actrice dans un second rôle pour Andréa Ferréol.